# ココレッタ延岡
ココレッタ延岡（ココレッタのべおか、cocoretta NOBEOKA）は、日本の宮崎県延岡市にある複合商業施設。株式会社延岡商工会館が運営する。延岡市にかつて存在した商業施設『アヅマヤ百貨店』の跡地再開発プロジェクトとしてティナプリ、延岡市、延岡商工会議所、九州大学ユーザーサイエンス機構により事業は進行し、2007年3月31日に開業した。
所在地は、宮崎県延岡市幸町2丁目125。施設の延床面積は約3,986平方メートル。11の商業テナントや延岡市岡富コミュニティセンター、子育てのために設置された『まちなかキッズホーム』から成る。市の中心市街地活性化の中核施設としての役割をもつ。
『ココレッタ』は、日本語の「個々」とイタリア語の「レッタ」（直線の意）を組み合わせた造語。

## 年表
- 2000年度 - 延岡市が中心市街地活性化基本計画を策定。
- 2001年 - 延岡市がTMO構想を策定。
- 2005年2月 - 延岡市がまちなか再生プロジェクト会議を設置。
- 2005年4月 - ティナプリが出店を要請。
- 2007年3月31日 - 開業。
- 2007年4月13日 - エフエム宮崎が公開生放送を実施。
- 2011年7月6日 - ティナプリが施設を延岡商工会館へ売却する。[1][2]

## 中心市街地の状況

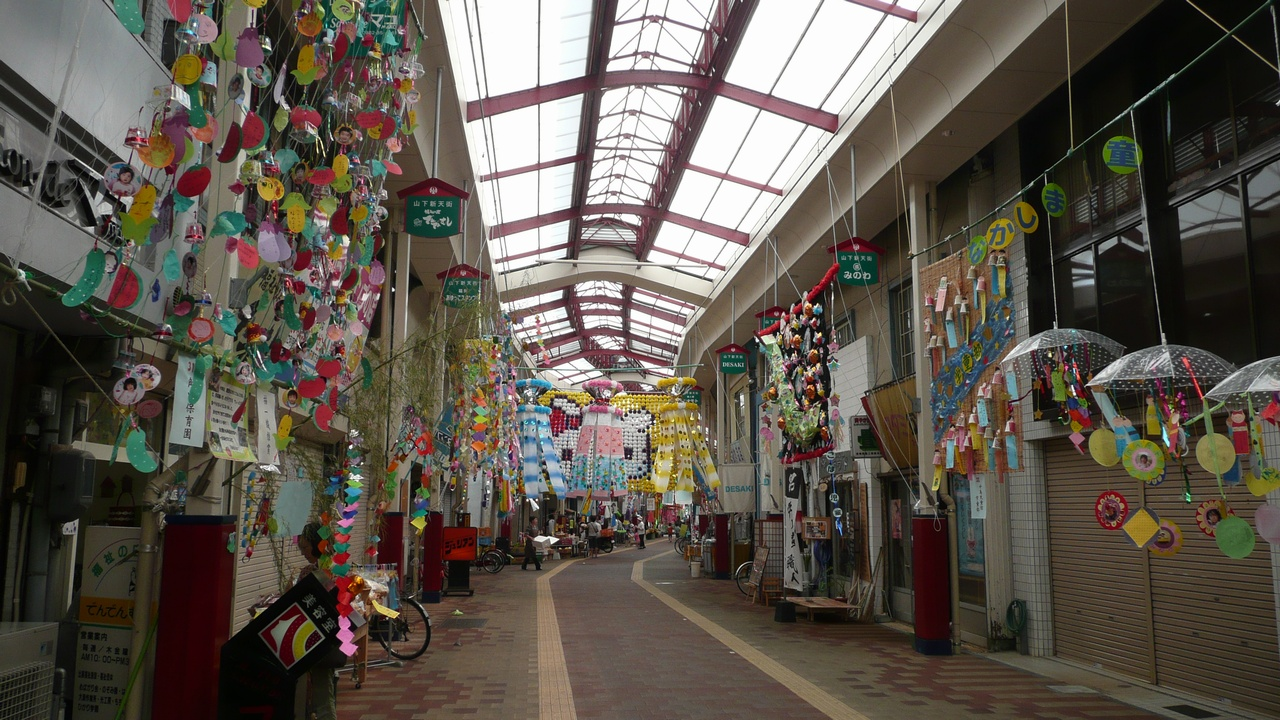
山下新天街アーケード。ココレッタ延岡の西側に位置する。

延岡市中心部は延岡駅（JR九州）を中心に機能していたが、モータリゼーションの進行に伴いロードサイド店舗が郊外に進出した。この結果、2000年から2002年にかけて大型店舗（ダイエー延岡店、アヅマヤ百貨店、寿屋延岡店）が閉店。大型店舗がなくなったことにより交通量が減少し、シャッター通り化、空洞化が進行した。
ココレッタ延岡の開業と同じくして商店街の山下新天街アーケードも建て替えられた。この他にも、延岡市による市街地再整備事業が実施されている。

## 店舗・事業所
- 一般社団法人 延岡観光協会 ココレッタ延岡内2F内事務所

## 参考資料
- ココレッタ延岡

- 中心市街地の活性化に向けて - 延岡市
- 本編40事例-宮崎県 延岡市- - 財団法人地域活性化センター